# 東舞鶴医誠会病院
東舞鶴医誠会病院（ひがしまいづるいせいかいびょういん）は、医療法人医誠会が京都府舞鶴市字大字大波下小字前田に設置する精神科病院である。

## 診療科
- 内科[1]
- 心療内科[1]
- 精神科[1]

## 医療機関の認定
- 保険医療機関[1]
- 指定自立支援医療機関（精神通院医療）[1]
- 精神保健及び精神障害者福祉に関する法律（昭和25年法律第123号）に基づく指定病院又は応急入院指定病院[1]
- 特定疾患治療研究事業指定医療機関[1]
- 精神保健指定医の配置されている医療機関[1]
- 生活保護法指定医療機関[1]
- 医療保護施設[1]
- 結核指定医療機関[1]
- 原子爆弾被害者一般疾病医療取扱医療機関[1]

## 交通アクセス
- JR舞鶴線「東舞鶴駅」下車、京都交通バス乗車「大波下」停留所より徒歩10分[2]

## 周辺
- 舞鶴大波簡易郵便局
- 日本板硝子舞鶴事業所

## 系列病院
- 医誠会国際総合病院（大阪市北区）
- 摂津医誠会病院（大阪府摂津市）
- 児島中央病院（岡山県倉敷市）
- 茨木医誠会病院（大阪府茨木市）
- 神崎中央病院（滋賀県東近江市）
- 東春病院（愛知県春日井市）
- 橿原リハビリテーション病院（奈良県橿原市）